# 이희성 (1962년)
이희성(1962년 6월 20일 ~ )은 대한민국의 기업인으로, 현 인텔코리아 사장이다. 오토바이를 몰고 신제품 발표회장에 나타나고, 파격을 위해 수염을 기르는 등 독특한 CEO로 알려져 있다. 수평적 조직문화를 강조하여 회사에서도 별도의 사장실 없이 다른 직원들과 똑같은 책상을 사용한다.

## 약력
- 1991년 ~ 현재: 인텔코리아
  - 사장 (2005년 4월 ~ )
  - 인텔 아태 통신마케팅/영업총괄 전무 (2004년)
  - 통신영업부문 본부장 (2001년)
  - 통신영업부문 이사 (2000년)
  - 채널영업부문 이사 (1999년)
  - IT 매니저 (1991년)
- 1988년: 금성전기 연구개발실 엔지니어

## 학력
- 1981년 ~ 1988년: 서강대학교 전자공학 학사